# Danh sách quốc gia tiếp giáp với hai bờ đại dương
Danh sách các quốc gia tiếp giáp với 2 bờ đại dương là bảng thống kê các quốc gia độc lập có đường bờ biển tiếp giáp trên hai đại dương, không tính các vùng lãnh thổ phụ thuộc.

## Danh sách
| Lục địa                 | Quốc kỳ          | Quốc gia          | Thái Bình Dương          | Đại Tây Dương        | Ấn Độ Dương     | Đại dương địa cực         | Chú thích                |
| ----------------------- | ---------------- | ----------------- | ------------------------ | -------------------- | --------------- | ------------------------- | ------------------------ |
| châu Phi                | Cộng hòa Nam Phi | Nam Phi           |                          | Nam Đại Dương        | Ấn Độ Dương     |                           |                          |
| Nam Cực                 |                  | không có nước nào | Thái Bình Dương          | Đại Tây Dương        | Ấn Độ Dương     | Nam Đại Dương             | (1, 3 hoặc 4 đại dương*) |
| châu Phi và châu Á      | Ai Cập           | Ai Cập            |                          | Địa Trung Hải        | Biển Đỏ         |                           |                          |
| châu Á                  | Israel           | Israel            |                          | Địa Trung Hải        | Biển Đỏ         |                           |                          |
| châu Á                  | Malaysia         | Malaysia          | Biển Nam Trung Hoa       |                      | Eo biển Malacca |                           |                          |
| châu Á                  | Thái Lan         | Thái Lan          | Vịnh Thái Lan            |                      | Biển Andaman    |                           |                          |
| châu Á                  | Indonesia        | Indonesia         | Thái Bình Dương          |                      | Ấn Độ Dương     |                           |                          |
| châu Á và châu Âu       | Nga              | Nga               | Biển Bering Biển Okhotsk | Biển Đen Biển Baltic |                 | Bắc Băng Dương            | (3 đại dương)            |
| châu Âu                 | Na Uy            | Na Uy             |                          | Biển Na Uy           |                 | Biển Barents              |                          |
| Bắc Mỹ                  | Greenland        | Greenland         |                          | Bắc Đại Tây Dương    |                 | Bắc Băng Dương            |                          |
| Bắc Mỹ                  | Canada           | Canada            | Bắc Thái Bình Dương      | Bắc Đại Tây Dương    |                 | Biển Beaufort Vịnh Hudson | (3 đại dương)            |
| Bắc Mỹ / châu Đại Dương | Hoa Kỳ           | Hoa Kỳ            | Bắc Thái Bình Dương      | Bắc Đại Tây Dương    |                 | Bắc Băng Dương            | (3 đại dương)            |
| Bắc Mỹ                  | México           | Mexico            | Thái Bình Dương          | Vịnh Mexico          |                 |                           |                          |
| Bắc Mỹ                  | Guatemala        | Guatemala         | Thái Bình Dương          | Vịnh Honduras        |                 |                           |                          |
| Bắc Mỹ                  | Honduras         | Honduras          | Vịnh Fonseca             | Biển Caribbean       |                 |                           |                          |
| Bắc Mỹ                  | Nicaragua        | Nicaragua         | Thái Bình Dương          | Biển Caribbean       |                 |                           |                          |
| Bắc Mỹ                  | Costa Rica       | Costa Rica        | Thái Bình Dương          | Biển Caribbean       |                 |                           |                          |
| Bắc Mỹ / Nam Mỹ         | Panama           | Panama            | Vịnh Panama              | Biển Caribbean       |                 |                           |                          |
| Nam Mỹ                  | Colombia         | Colombia          | Thái Bình Dương          | Biển Caribbean       |                 |                           |                          |
| Nam Mỹ                  | Chile            | Chile             | Nam Thái Bình Dương      | Eo biển Magellan     |                 |                           |                          |
| Nam Mỹ                  | Argentina        | Argentina         |                          | Nam Đại Tây Dương    |                 | Nam Thái Bình Dương       |                          |
| châu Đại Dương          | Úc               | Úc                | Nam Thái Bình Dương      |                      | Ấn Độ Dương     | Nam Thái Bình Dương       | (3 đại dương)            |